# Schitu (Olt)
Pour l’article homonyme, voir Schitu (Giurgiu).
Schitu est une commune du județ d'Olt en Roumanie.